# Dichroa yunnanensis
Dichroa yunnanensis är en hortensiaväxtart som beskrevs av S.M. Hwang. Dichroa yunnanensis ingår i släktet Dichroa och familjen hortensiaväxter. Inga underarter finns listade i Catalogue of Life.